# Кобилочка плямиста
Коби́лочка плямиста (Locustella lanceolata) — вид горобцеподібних птахів родини кобилочкових (Locustellidae). Мешкає в Євразії.

## Опис

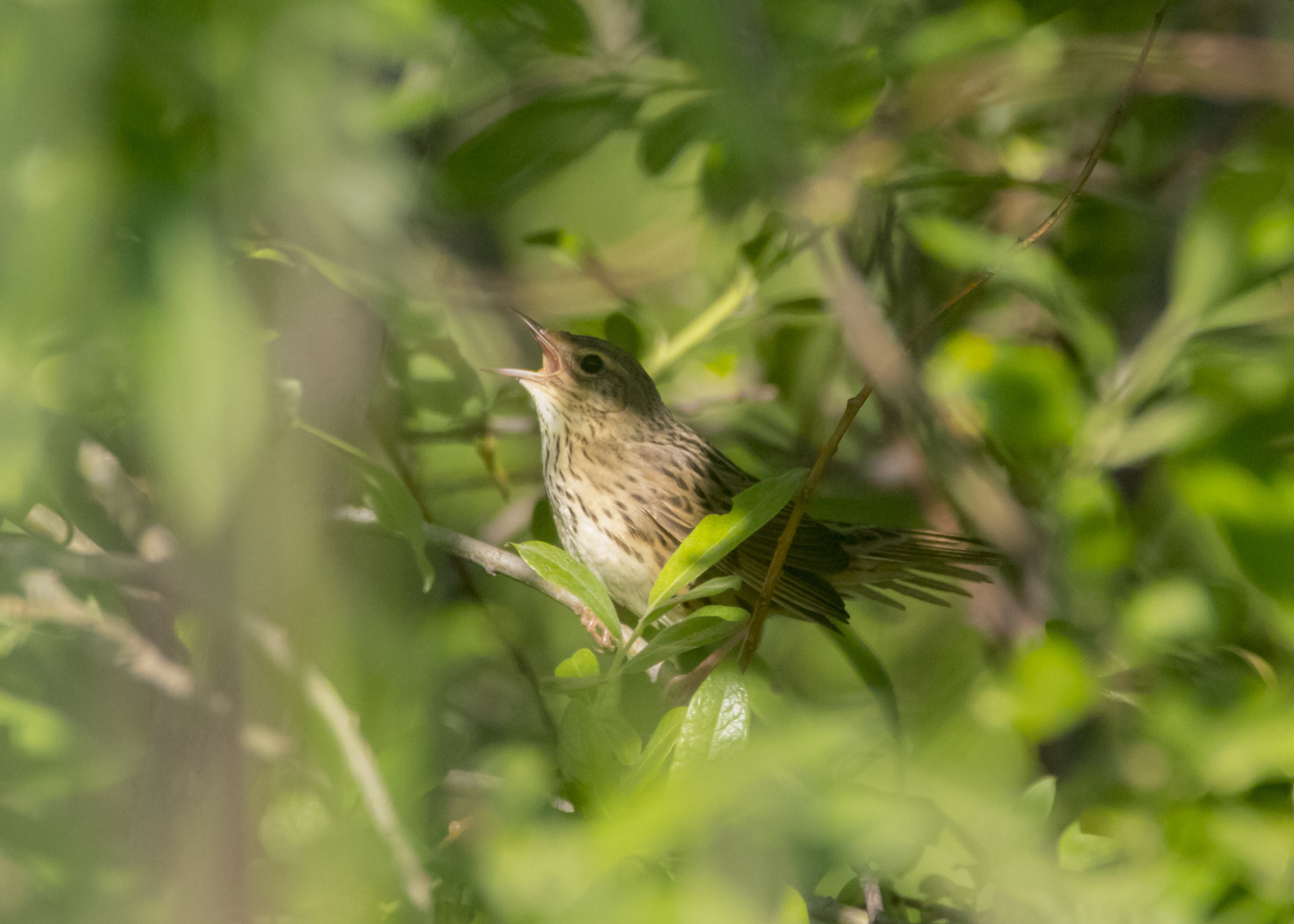
Плямиста кобилочка

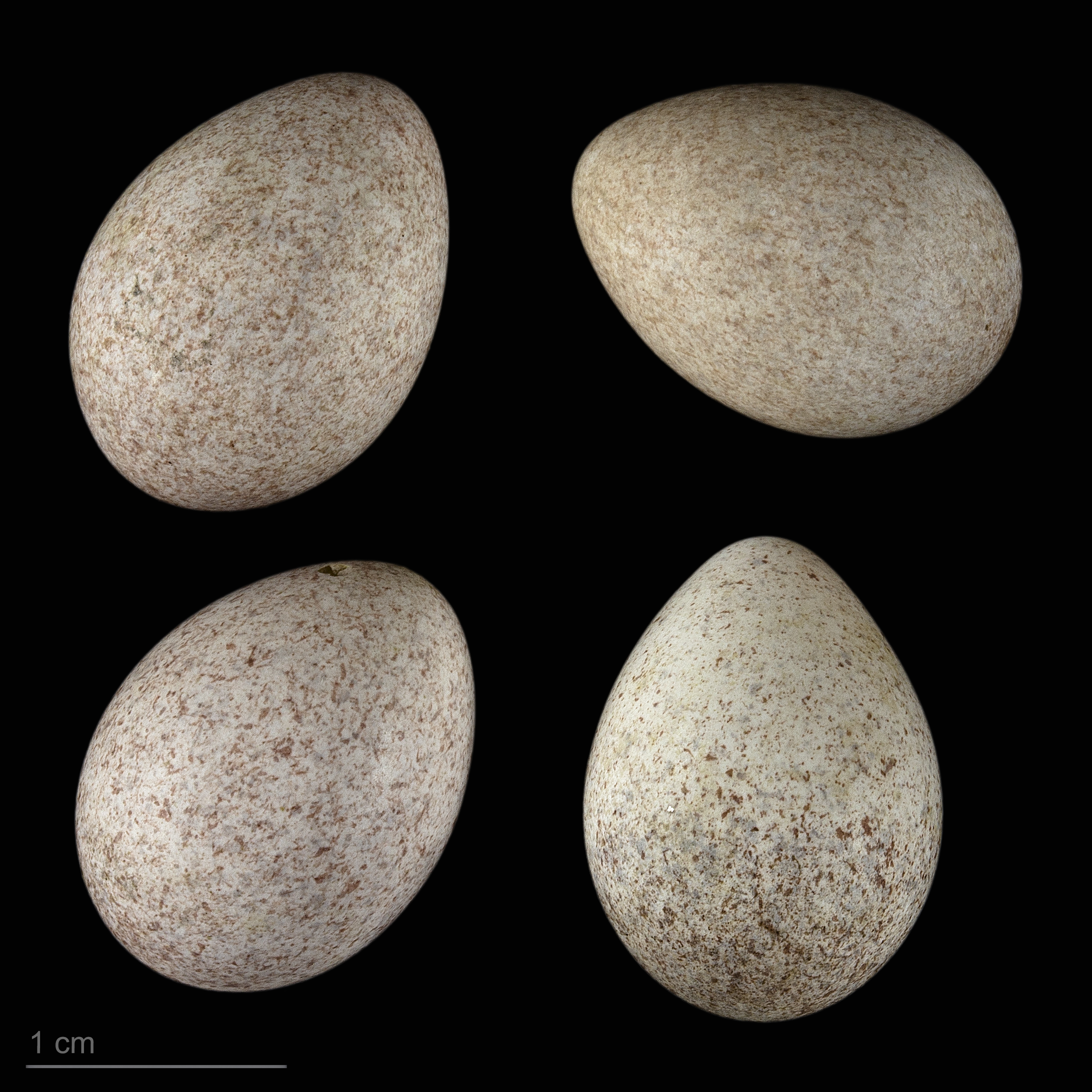
яйце Locustella lanceolata - Тулузький музей

Довжина птаха становить 11,5-12,5 см, вага 13-15 г. Верхня частина тіла коричнева з сіруватим відтінком, нижня частина тіла білувато-сіра. Тіло поцятковане темними плямками, хвіст знизу смугастий. Виду не притаманний статевий диморфізм. У молодих птахів нижня частина тіла темніша, плямки на ній менш помітні. Загалом, плямиста кобилочка є схожою на кобилочку-цвіркуна, однак має менші розміри і коротший хвіст. Спів плямистої кобилочки відрізняються від співу кобилочки-цвіркуна більш високим тоном, швидшим темпом і коротшими фразами, які зазвичай тривають менше однієї хвилини.

## Підвиди
Виділяють два підвиди:
- L. l. hendersonii (Cassin, 1858) — острів Сахалін, південні Курильські острови і північне Хоккайдо;
- L. l. lanceolata (Temminck, 1840) — від південної Фінляндії через Урал і Сибір до Далекого Сходу Росії, Камчатки, північної Монголії і Маньчжурії.

## Поширення і екологія
Плямисті кобилочки гніздяться в Фінляндії, Росії, Монголії і Китаї. Взимку вони мігрують на південь, досягаючи Південно-Східної Азії (від Бангладеш до західної Яви, північного Калімантану та північних Філіппін). Бродячі птахи спостерігалися в Західній Європі та США. Вони живуть у вологих долинах річок, на берегах струмків, озер і боліт, на відкритих луках, місцями порослих чагарниками, на вологих лісових галявинах та в чагарниках заростях на узліссях. Живляться комахами, зокрема жуками і мурахами, їх личинками, а також павуками і насінням, яких шукають серед густої трави і листя. Гніздування починається в середині червня. Гніздо чашоподідне, товстостінне, робиться з сухої трави, листя і моху, встелюється м'якою травою, розміщується серед трави. В кладці від 3 до 5 яєць.

## Збереження
МСОП класифікує цей вид як такий, що не потребує особливих заходів зі збереження. За оцінками дослідників, популяція плямистих кобилочок становить від 600 до 1200 тисяч птахів.